# Partia Wolności i Sprawiedliwości (Turcja)
Partia Wolności i Sprawiedliwości (tur. Özgürlük ve Dayanisma Partisi) – turecka partia polityczna określająca swoją ideologię jako wolnościowy socjalizm.
Partia jest członkiem Europejskiej Partii Lewicy i Europejskiej Lewicy Antykapitalistycznej.

## Historia

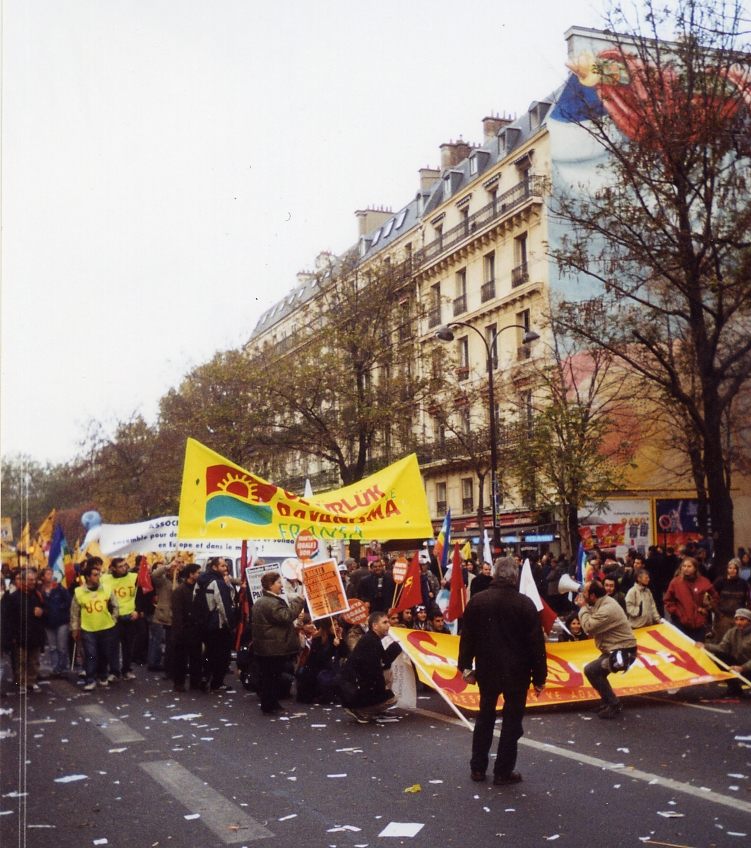
ÖDP na Europejskim Forum Socjalnym w Paryżu

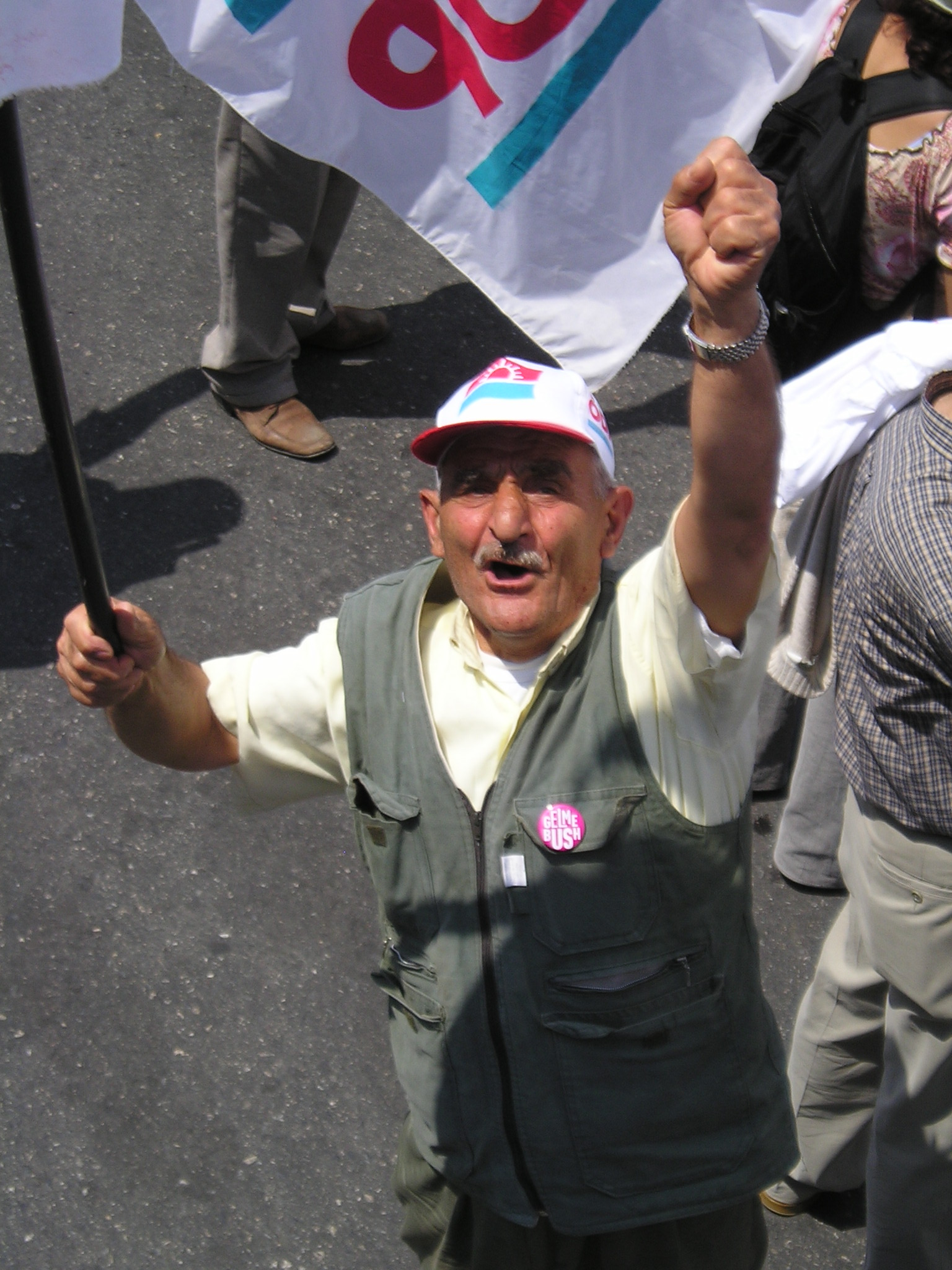
Protest przeciw NATO w Stambule

Partia została założona w 1996 roku przez grupę lewicowych aktywistów, w kongesie partii uczestniczył weteran tureckiej lewicy Mihri Belli. Partia wzięła udział w wyborach w 1999 roku, uzyskała w nich 0,8 procent. W wyborach samorządowych w 2004 roku partia wystartowała w sojuszu z kurdyjskim ugrupowaniem Demokratik Halk Partisi i z socjaldemokratyczną Sosyaldemokrat Halk Partisi
W wyborach parlamentarnych w 2007 roku partia uzyskała 0,30 procent poparcia, natomiast w samorządowych w 2009 uzyskała 0,15 procent poparcia.